# Triumph Herald
Triumph Herald – kompaktowy samochód osobowy wprowadzony do produkcji w roku 1959 pod marką Standard-Triumph Company. Nadwozie zaprojektował włoski projektant Giovanni Michelotti, pojazd występował w kilku wersjach nadwozia: saloon, kabriolet, coupé, van oraz kombi.
Przez cały okres produkcji powstało ponad 500 000 egzemplarzy Triumpha Heralda, oprócz tego późniejsze modele Vitesse, Spitfire i GT6 korzystały z rozwiązań technicznych stosowanych w tym pojeździe.
Jako źródło napędu wykorzystano silnik Standard Pennant R4 OHV o pojemności 948 cm³ zblokowany z 4-biegową manualną skrzynią biegów ze zsynchronizowanymi biegami II, III i IV. Napęd przenoszony był na oś tylną.
Po przejęciu Standard-Triumph przez Leyland Motors Ltd w 1961 możliwym stał się dalszy rozwój modelu. Przedstawiony został wariant Herald 1200 z silnikiem o pojemności 1147 cm³. Z wyglądu pojazd wyróżniał się ogumowanymi zderzakami, deską rozdzielczą oklejoną drewnianą okładziną oraz wygodniejszymi fotelami. Położono także większy nacisk na jakość samochodów. Zrezygnowano z podwójnego gaźnika w wyposażeniu standardowym, mimo to dostępny był on wciąż jako opcja. Standardowo oferowano dolnossący gaźnik Solex. Deklarowana moc maksymalna dla wersji 1200 wynosiła 40 KM (29 kW), dla 948 - 35 KM (26 kW).
W latach 1962–66 powstawała wersja dostawcza oparta na wersji kombi Heralda, nosiła ona nazwę Triumph Courier. Tylne boczne okna zostały zastąpione przez metalowe panele. Produkcji w Anglii zaprzestano w 1966 ze względu na niskie wyniki sprzedaży.
W latach 1963–67 oferowano usportowioną odmianę Herald 12/50 Skylight Saloon. Charakteryzowała się ona wzmocnionym do 52 KM (38 kW) silnikiem, przesuwnym winylowym dachem oraz hamulcami tarczowymi w standardzie. W 1967 roku podniesiono moc silnika 1200 do 49 KM (36 kW).
W październiku 1967 podczas London Motor Show miała miejsce premiera wersji Herald 13/60. Była ona dostępna jako sedan, kombi lub kabriolet. Nadwozie przypominało wyglądem Triumpha Vitesse, zwiększono przestrzeń pasażerską, do napędu zaś użyto powiększonego do 1296 cm³ silnika o mocy 59 KM (43 kW). Produkcja sedana trwała do grudnia 1970, kombi i kabrioletu zaś do maja 1971.

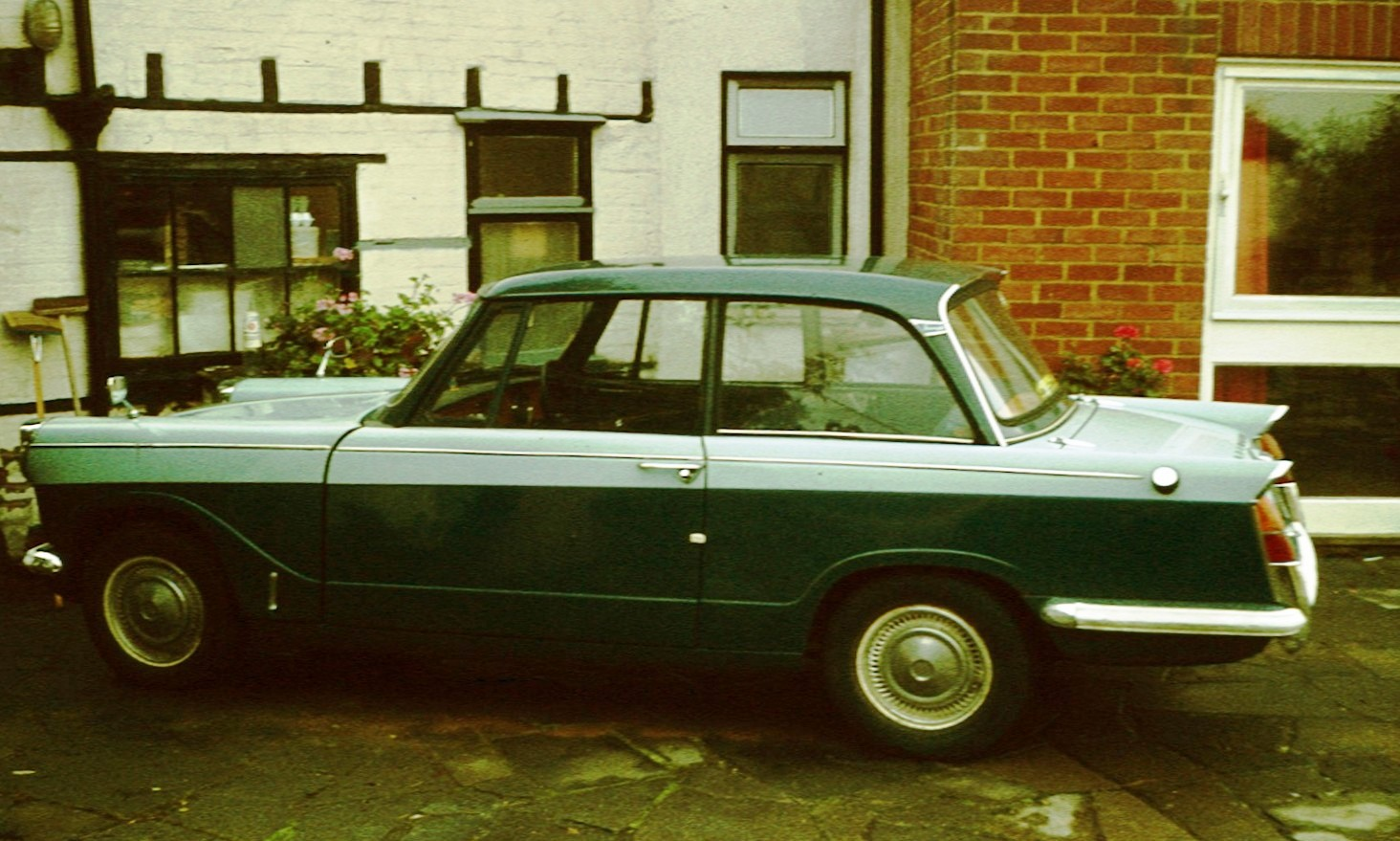
Triumph Herald 1200 (1964)
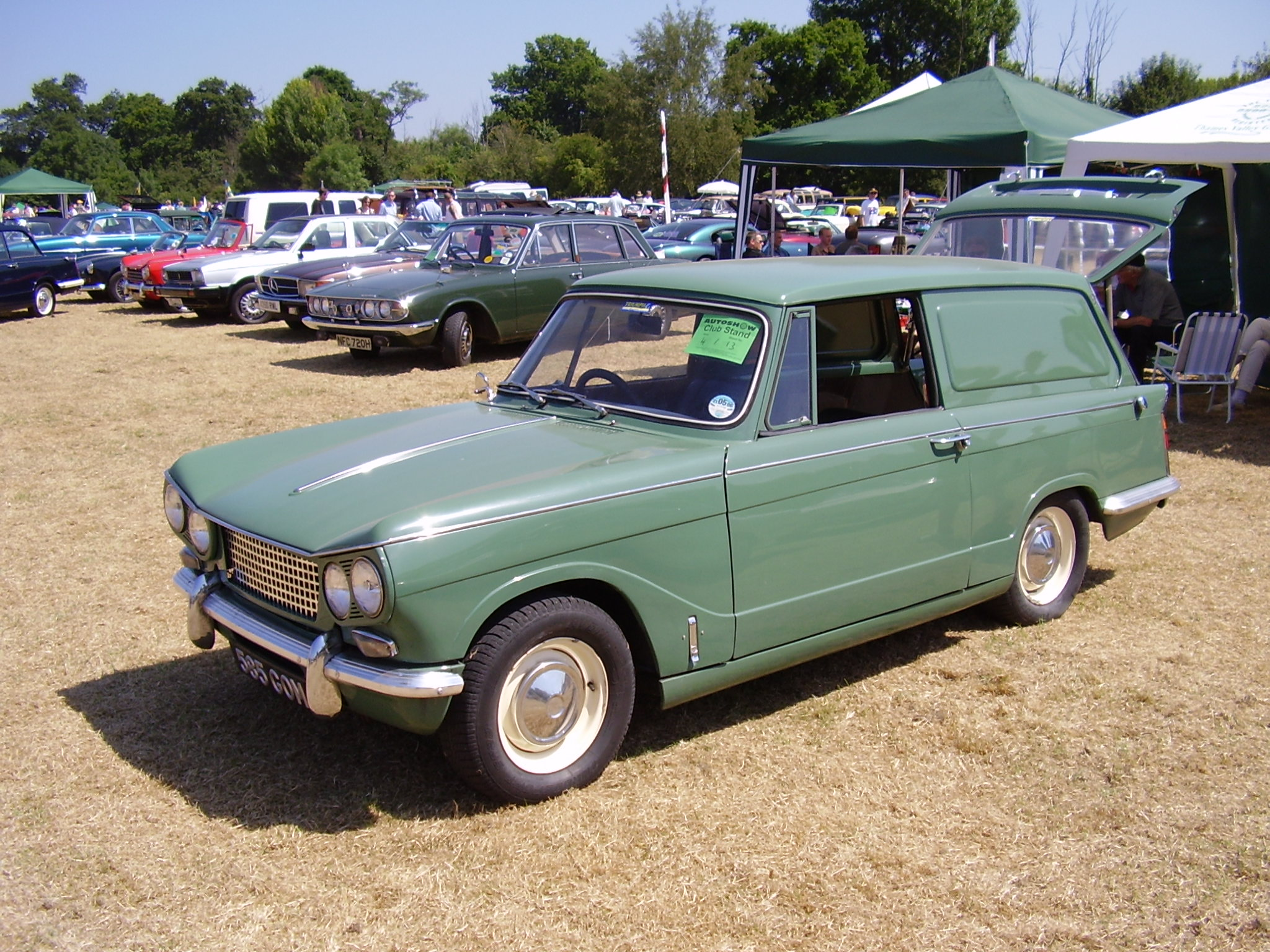
Triumph Courier van z pasem przednim przejętym z modelu Vitesse
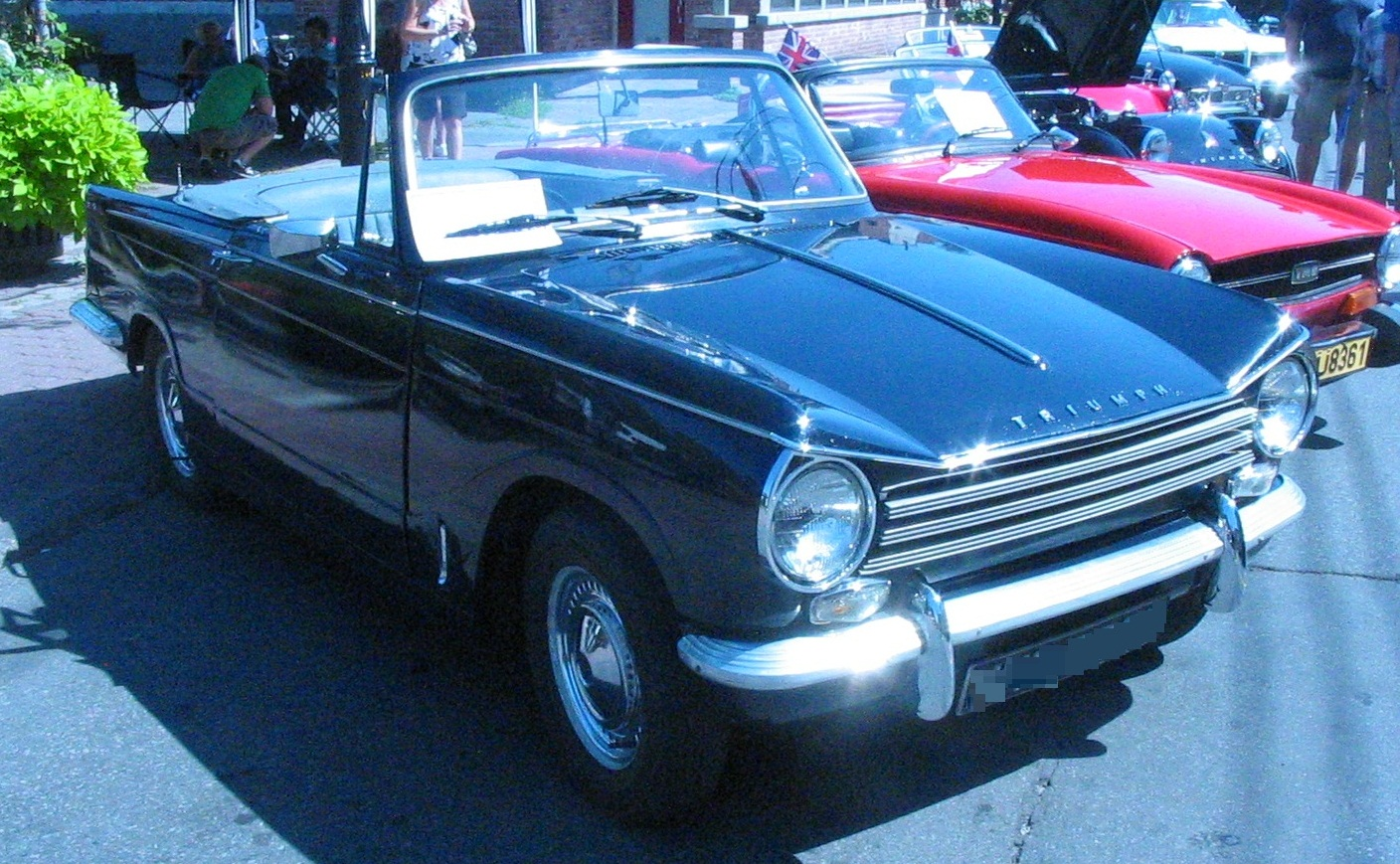
Triumph Herald 13/60 kabriolet (wersja USA)
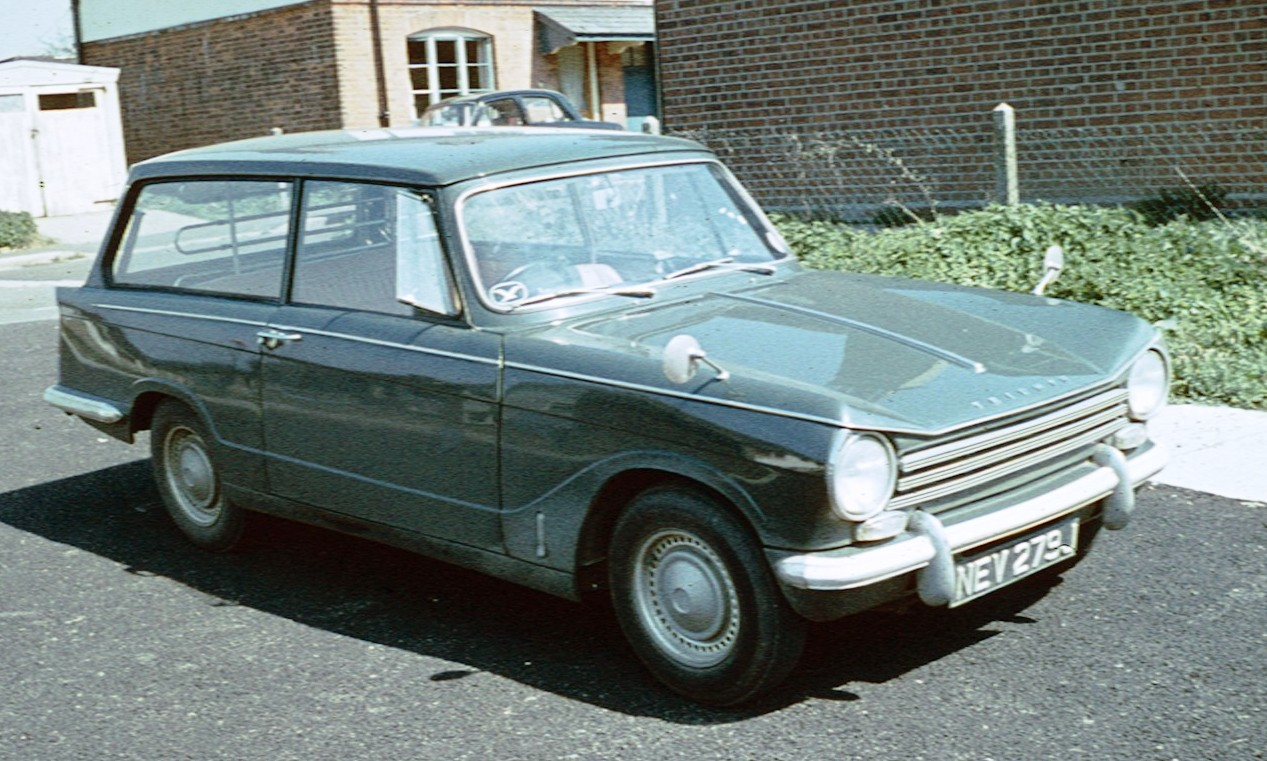
Triumph Herald 13/60 kombi

## Dane techniczne
1961 Herald 1200
- R4 1,1 l (1147 cm³), 2 zawory na cylinder, OHV
- Układ zasilania: gaźnik
- Średnica cylindra × skok tłoka: 69,3 x 76 mm
- Stopień sprężania: 8,1:1
- Moc maksymalna: 40 KM (29 kW) przy 4500 obr./min
- Maksymalny moment obrotowy: 88 N•m przy 2250 obr./min

1963 Herald 12/50
- R4 1,1 l (1147 cm³), 2 zawory na cylinder, OHV
- Układ zasilania: gaźnik
- Średnica cylindra × skok tłoka: 69,3 x 76 mm
- Stopień sprężania: 8,5:1
- Moc maksymalna: 52 KM (38 kW) przy 5200 obr./min
- Maksymalny moment obrotowy: 85 N•m przy 2600 obr./min
- Przyspieszenie 0-80 km/h: 14,5 s
- Prędkość maksymalna: 130 km/h

1967 Herald 13/60
- R4 1,3 l (1296 cm³), 2 zawory na cylinder, OHV
- Układ zasilania: gaźnik
- Średnica cylindra × skok tłoka: 73,7 x 76 mm
- Stopień sprężania: 8,5:1
- Moc maksymalna: 59 KM (43 kW) przy 5300 obr./min
- Maksymalny moment obrotowy: 99 N•m przy 3000 obr./min
- Przyspieszenie 0-80 km/h: 12,5 s
- Prędkość maksymalna: 135 km/h